# 최우재 (야구 선수)
최우재(1997년 4월 11일 ~ )는 전 KBO 리그 NC다이노스 외야수이다. 개명 전 이름은 '최상인(崔相仁)'이다. 그의 아버지는 전 KBO 리그 해태 타이거즈의 포수인 최해식이다. 2018년부터 타자로 전향했다.

## NC 다이노스시절
2016년에 입단하였다. 2021년 10월 19일 kt 위즈와의 경기에 출전하며 데뷔 첫 경기를 치렀고, 경기에서 1타수 무안타를 기록했다.